# Willie and the Hand Jive/Mainline Florida
Willie and the Hand Jive/Mainline Florida è un singolo di Eric Clapton pubblicato nel 1974 dalla RSO.

## Descrizione
Il brano sul lato A è una cover di Willie and the Hand Jive di Johnny Otis, che mostra i progressi in campo vocale ottenuti da Clapton e venne eseguito con regolarità per tutto il tour seguente alla pubblicazione del disco.
Il retro Mainline Florida, scritto dal chitarrista George Terry,  è il brano più rock dell'album 461 Ocean Boulevard da cui sono tratti entrambi i brani di questo singolo.

## Tracce
LATO A
1. Willie and the Hand Jive – 3:46 (Johnny Otis; edizioni musicali Leeds Music Ltd.)

LATO B
1. Mainline Florida – 4:05 (George Terry; edizioni musicali RSO Publishing Ltd.)

## Formazione
- Eric Clapton - voce, dobro, chitarra acustica, chitarra elettrica
- Albhy Galuten - pianoforte in Mainline Florida
- Jamie Oldaker - batteria, percussioni
- Dick Sims - organo
- George Terry - chitarra, cori  in Mainline Florida
- Carl Radle - basso
- Yvonne Elliman - cori
- Tom Bernfeld - cori  in Mainline Florida